# 貝納克城堡

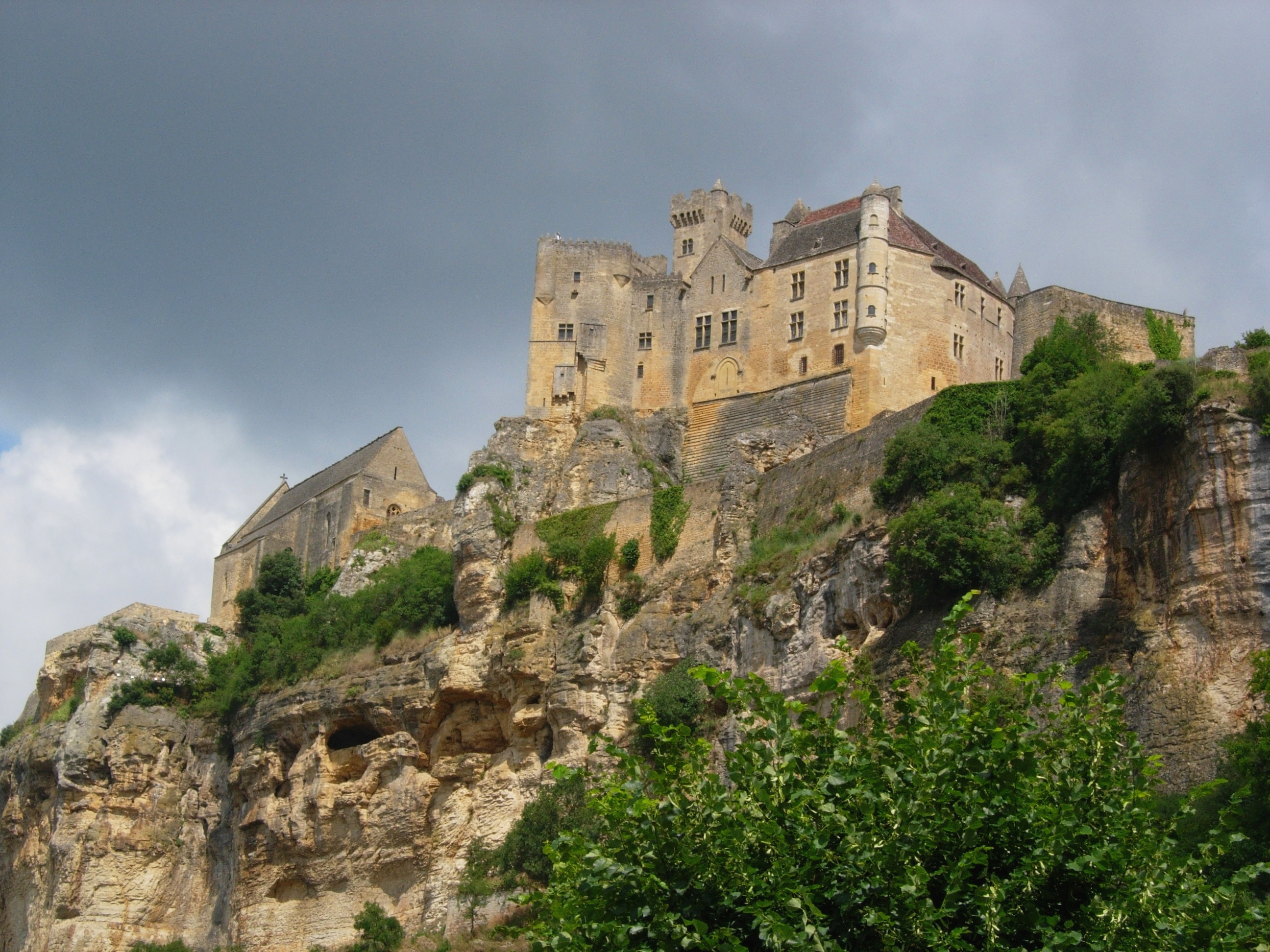
貝納克城堡

貝納克城堡（法語：Château de Beynac) 是位於法國村莊貝奈克和卡澤奈克的一座城堡。貝納克城堡是這一地區保存最完整，最知名的城堡，為中世紀建築。貝納克城堡建築在一個石灰岩懸崖之上。城堡修建於12世紀。